# Lissonota disrupta
Lissonota disrupta är en stekelart som först beskrevs av Cockerell 1921.  Lissonota disrupta ingår i släktet Lissonota och familjen brokparasitsteklar. Inga underarter finns listade i Catalogue of Life.